# German Svešnikov
German Aleksandrovič Svešnikov (in russo Герман Александрович Свешников?; Nižnij Novgorod, 11 maggio 1937 – 9 giugno 2003) è stato uno schermidore sovietico, vincitore di due medaglie d'oro ed una d'argento nella scherma ai giochi olimpici. Diventa così per due volte campione Olimpico a squadre di fioretto fra Roma 1960 e Tokyo 1964.
Già inserito nella Hall Of Fame della Federazione Internazionale della scherma, entra nella prestigiosa galleria di chi ha fatto la storia della scherma.